# 2024年歐洲足球錦標賽決賽
2024年歐洲足球錦標賽決賽是一場足球賽事，以決出2024年歐洲足球錦標賽冠軍隊，賽事是第17次歐洲足球錦標賽決賽，在2024年7月14日於德國柏林的奧林匹克體育場舉行。

## 比賽場館

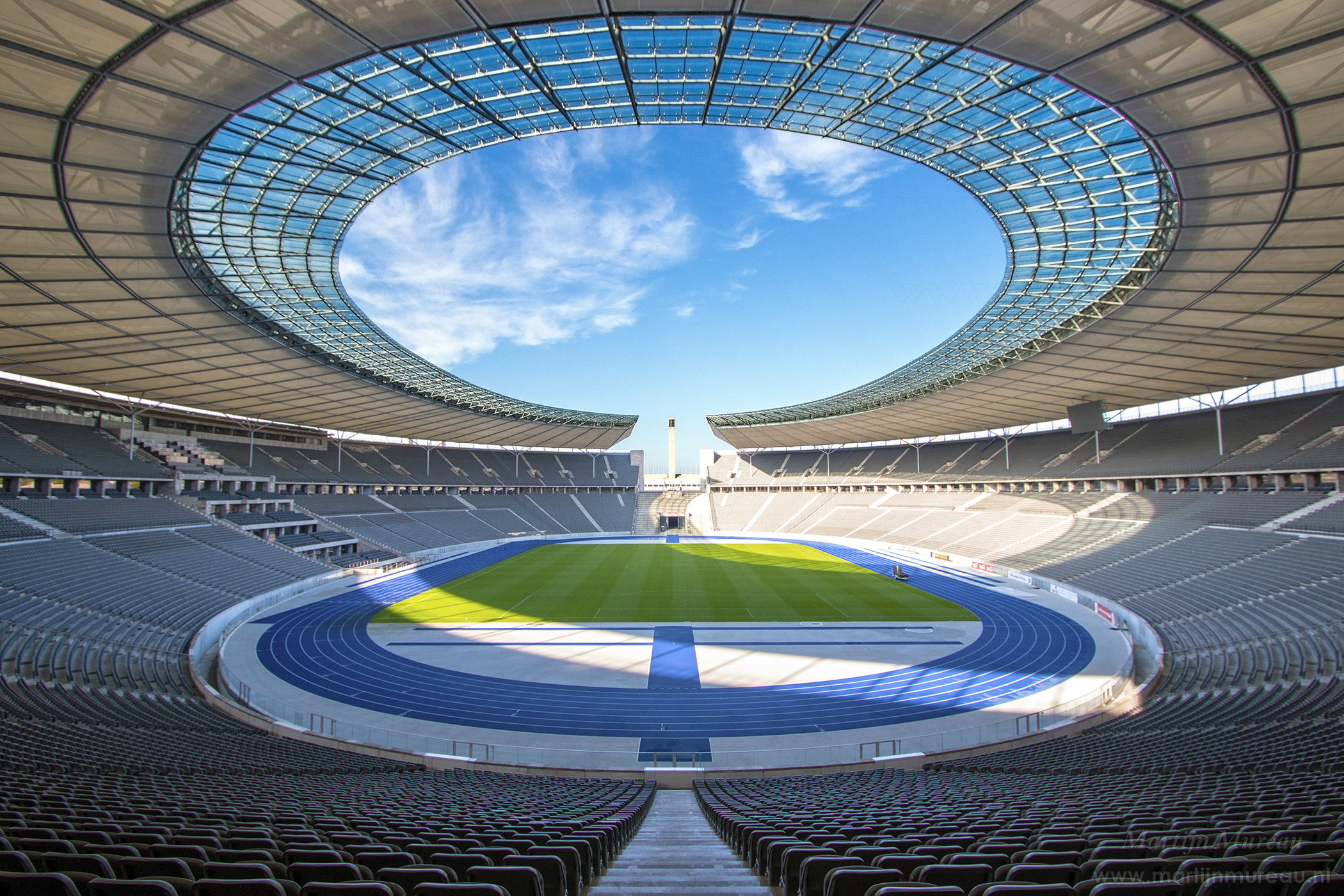
柏林奧林匹克體育場內部景觀

決賽在德國柏林的奧林匹克體育場舉行。在2018年9月27日，歐洲足協宣佈2024年賽事會在德國舉行。 2022年5月，歐洲足協行政委員會選出柏林奧林匹克體育場為決賽場地，同時也會舉行三場分組賽賽事、一場十六強賽事和一場半準決賽賽事。

## 晉級之路

### 西班牙
|     | 對手       | 賽果        |
| --- | ---------- | ----------- |
| 1   | 克罗地亚   | 3–0         |
| 2   | 義大利     | 1–0         |
| 3   | 阿尔巴尼亚 | 1–0         |
| R16 | 格鲁吉亚   | 4–1         |
| QF  | 德国       | 2–1（加时） |
| SF  | 法國       | 2–1         |

| 排名 | 隊伍       | 賽 | 勝 | 和 | 負 | 得 | 失 | 差 | 分 | 獲得資格   |
| ---- | ---------- | -- | -- | -- | -- | -- | -- | -- | -- | ---------- |
| 1    | 西班牙     | 3  | 3  | 0  | 0  | 5  | 0  | +5 | 9  | 晉級淘汰賽 |
| 2    | 義大利 (S) | 3  | 1  | 1  | 1  | 3  | 3  | 0  | 4  | 晉級淘汰賽 |
| 3    |            | 3  | 0  | 2  | 1  | 3  | 6  | −3 | 2  |            |
| 4    | 阿尔巴尼亚 | 3  | 0  | 1  | 2  | 3  | 5  | −2 | 1  |            |

西班牙憑外圍賽A組首名晉級賽事決賽周，他們八場外圍賽賽事中贏了其中七場，只是輸了作客蘇格蘭的一場賽事。
於決賽周中，西班牙被分到B組，與克羅地亞、衛冕冠軍意大利和阿爾巴尼亞同組。
西班牙首場賽事於奧林匹克體育場以3–0擊敗克羅地亞。 他們第二場分組賽在史浩克競技場與衛冕的意大利對壘，結果以1–0勝出。 兩場賽事過後西班牙已經篤定以小組首名晉級淘汰賽。最後一場分組賽中，西班牙進行大幅輪換對戰阿爾巴尼亞，結果在水星娛樂競技場再以 1–0 擊敗對手。
於淘汰賽階段中，西班牙在十六強對陣從F組第三位晉級的格魯吉亞，他們在萊茵能源體育場先落後一球下以4–1反勝對手。 於半準決賽中，西班牙在梅斯特斯-平治競技場與主辦國德國對壘，是2008年歐洲足球錦標賽決賽的翻版，當時西班牙以1–0勝出。這次西班牙經過加時賽後，以2–1再一次擊敗對手晉級準決賽。 於準決賽中，西班牙在安聯球場與2022年國際足協世界盃亞軍法國對戰，是1984年歐洲足球錦標賽決賽和2021年歐洲國家聯賽決賽的翻版，兩場賽事都是由法國勝出。然而，這一次西班牙在MHP競技場先落後下最後仍然以2–1反勝對手，自2012年歐洲足球錦標賽決賽後再次晉身決賽。

### 英格蘭
|     | 對手       | 賽果                 |
| --- | ---------- | -------------------- |
| 1   | 塞尔维亚   | 1–0                  |
| 2   | 丹麦       | 1–1                  |
| 3   | 斯洛文尼亚 | 0–0                  |
| R16 | 斯洛伐克   | 2–1（加时）          |
| QF  | 瑞士       | 1–1（加时） （5–3 ） |
| SF  | 荷兰       | 2–1                  |

| 排名 | 隊伍       | 賽 | 勝 | 和 | 負 | 得 | 失 | 差 | 分 | 獲得資格   |
| ---- | ---------- | -- | -- | -- | -- | -- | -- | -- | -- | ---------- |
| 1    | 英格兰     | 3  | 1  | 2  | 0  | 2  | 1  | +1 | 5  | 晉級淘汰賽 |
| 2    | 丹麦       | 3  | 0  | 3  | 0  | 2  | 2  | 0  | 3  | 晉級淘汰賽 |
| 3    | 斯洛維尼亞 | 3  | 0  | 3  | 0  | 2  | 2  | 0  | 3  | 晉級淘汰賽 |
| 4    | 塞爾維亞   | 3  | 0  | 2  | 1  | 1  | 2  | −1 | 2  |            |

1. 1 2  公平競技積分：丹麥 -6 分，斯洛文尼亞 -7 分

英格蘭憑外圍賽C組首名晉級賽事決賽周，他們八場外圍賽賽事中均保持不敗，贏了其中六場，壓過2020年歐洲足球錦標賽決賽對手意大利首名晉級。
於決賽周中，英格蘭被分到C組，與塞爾維亞、丹麥和斯洛文尼亞同組。
英格蘭首場賽事於史浩克競技場以1–0擊敗塞爾維亞。 然而，他們在之後的分組賽賽事中遇到阻力。第二場分組賽在森林體育場與丹麥賽和1–1。 到了最後一場分組賽，英格蘭在萊茵能源體育場與斯洛文尼亞互無入球，只能以0–0和局完場。雖然英格蘭於分組賽只獲得五分，但已經足夠他們以小組首名晉級，等待他們的首場淘汰賽對手會是D組、E組或F組的第三位球隊。
於淘汰賽階段中，英格蘭確定在十六強對陣從E組第三位晉級的斯洛伐克，他們在史浩克競技場先落後下瀕臨出局邊緣，到最後一刻才追平比數1–1，才得以進入加時賽。最終，英格蘭於加時再入一球，以2–1擊敗對手。於半準決賽中，英格蘭在水星娛樂競技場與瑞士對壘。相方經歷了加時賽後仍然以1–1賽和，故此需要以互射十二碼決出勝負，最後英格蘭以5–3勝出。於準決賽中，英格蘭與荷蘭相遇。這場在西法倫球場進行的賽事與十六強和半準決賽情況相約，他們同樣是先落後的一方，最終球隊在補時階段入球下反勝對手，繼上屆後，成功連續兩屆賽事都晉級到決賽。

## 賽事

### 詳細
| 2024年7月14日 21:00 CEST |

| 西班牙      | 2–1  | 英格兰 |
| ----------- | ---- | ------ |
| - 47' - 86' | 報告 | - 73'  |

| 柏林，奧林匹克體育場 觀眾人數：65,600 ：弗朗索瓦·勒特克謝爾（法国） |

| 西班牙 | 英格兰 |

| GK                | 23 | 烏奈·西蒙           |     |     |
| RB                | 2  | 达尼·卡瓦哈尔       |     |     |
| CB                | 3  | 罗宾·勒诺曼         |     | 83' |
| CB                | 14 | 埃梅里克·拉波爾特   |     |     |
| LB                | 24 | 馬克·古古雷亞       |     |     |
| CM                | 16 | 罗德里              |     | 46' |
| CM                | 8  | 法比安·魯伊斯       |     |     |
| RW                | 19 | 拉明·亞馬爾         |     | 89' |
| AM                | 10 | 達尼·奧爾默         | 31' |     |
| LW                | 17 | 尼科·威廉斯         |     |     |
| CF                | 7  | 艾華路·莫拉達 (c)   |     | 68' |
| 替补球员：        |    |                     |     |     |
| MF                | 18 | 馬丁·蘇維門迪       |     | 46' |
| FW                | 21 | 米克尔·奥亚尔萨瓦尔 |     | 68' |
| DF                | 4  | 拿祖                |     | 83' |
| MF                | 6  | 米基·美連奴         |     | 89' |
| 主教练：          |    |                     |     |     |
| 路易斯·德拉富恩特 |    |                     |     |     |

| GK              | 1  | 喬丹·皮克福德 |       |     |
| CB              | 2  | 基爾·獲加     |       |     |
| CB              | 5  | 約翰·史東斯   | 53'   |     |
| CB              | 6  | 馬克·蓋伊     |       |     |
| RM              | 7  | 布卡约·萨卡   |       |     |
| CM              | 26 | 科比·梅努     |       | 70' |
| CM              | 4  | 德克蘭·賴斯   |       |     |
| LM              | 3  | 魯克·梳爾     |       |     |
| AM              | 11 | 菲爾·福登     |       | 89' |
| AM              | 10 | 祖德·贝林厄姆 |       |     |
| CF              | 9  | 哈里·凱恩 (c) | 25'   | 61' |
| 替补球员：      |    |               |       |     |
| FW              | 19 | 奧尼·屈堅斯   | 90+1' | 61' |
| MF              | 24 | 科爾·帕爾默   |       | 70' |
| FW              | 17 | 伊万·托尼     |       | 89' |
| 主教练：        |    |               |       |     |
| 加雷斯·索斯盖特 |    |               |       |     |

| 最佳球员： 尼科·威廉斯（西班牙） 助理裁判： 西里尔·穆尼耶（法国） 迈赫迪·拉赫穆尼（法国） 第四官员： 西蒙·馬齊尼亞克（波兰） 预备助理裁判： 托马斯·利斯特凯维奇（波兰） 视频助理裁判： 杰罗姆·布里萨德（法国） 视频助理裁判助理： 威利·德拉霍德（法国） 马西米利亚诺·伊拉蒂（） | 賽事規則 - 90分鐘賽事。 - 如有需要，會進行30分鐘加時賽。 - 若仍然未分勝負，會進行互射十二碼。 - 最多十二位後備球員。 - 最多五個換人調動，若進入加時賽則允許第六個。 |

### 统计
| 数据 | 西班牙 | 英格兰 |
| ---- | ------ | ------ |
| 进球 | 0      | 0      |
| 射门 | 5      | 3      |
| 射正 | 0      | 1      |
| 扑救 | 1      | 0      |
| 控球 | 66%    | 34%    |
| 角球 | 6      | 1      |
| 犯规 | 6      | 2      |
| 越位 | 0      | 0      |
| 黄牌 | 1      | 1      |
| 红牌 | 0      | 0      |

| 数据 | 西班牙 | 英格兰 |
| ---- | ------ | ------ |
| 进球 | 2      | 1      |
| 射门 | 10     | 6      |
| 射正 | 5      | 2      |
| 扑救 | 1      | 3      |
| 控球 | 59%    | 41%    |
| 角球 | 4      | 1      |
| 犯规 | 5      | 3      |
| 越位 | 1      | 0      |
| 黄牌 | 0      | 2      |
| 红牌 | 0      | 0      |

| 数据 | 西班牙 | 英格兰 |
| ---- | ------ | ------ |
| 进球 | 2      | 1      |
| 射门 | 15     | 9      |
| 射正 | 5      | 3      |
| 扑救 | 2      | 3      |
| 控球 | 63%    | 37%    |
| 角球 | 10     | 2      |
| 犯规 | 11     | 5      |
| 越位 | 1      | 0      |
| 黄牌 | 1      | 3      |
| 红牌 | 0      | 0      |

## 收视率
此决赛在西班牙全国由西班牙国家广播电视台（RTVE）免费播出，在该国决赛有78万人观看，收视率打破了2010年南非世界杯决赛的记录，在英格兰，	英国广播公司BBC有22万人观看，是英国广播公司历史上足球最低的收视率，在其他国家比如法国、阿根廷、巴西、中国（包含港澳地区）、台湾、墨西哥、牙买加、巴拿马、澳洲、新西兰、捷克、奥地利、北欧、瑞士、葡萄牙、荷兰和比利时、印尼、匈牙利、意大利、爱尔兰以及美国和加拿大只有12万观看，是体育竞技界里面世界观看最少的决赛。

## 后续
西班牙队在2024年7月15日乘坐国家队专用航空伊比利亚航空的航班顺利抵达本土首都城市马德里城的巴拉哈斯国际机场，此外拥有3亿人过来英雄庆祝以及游行，拥有首都市民感到庆祝而感到热烈欢迎，西班牙国王费利佩六世以及公主索菲亞都在现场观看此比赛，除了马德里之外，西班牙第二大城市巴塞罗那、瓦伦西亚、毕尔巴鄂、潘普洛纳和塞维利亚等西班牙城市甚至亚马尔的居住地马塔罗都有球迷，甚至独立人士也放弃了加泰罗尼亚和巴斯克的独立及爱国民族主义，都纷纷支持西班牙足球队的胜利，除了西班牙之外，其他非西班牙人或球迷包括英国内的其他非英格兰国家（包括英格兰死敌苏格兰、威尔士和北爱尔兰）除了足球发明者英国的非英格兰构成国之外还有澳洲、爱尔兰、美国、中国、台湾、 土耳其、加拿大、印尼、马来西亚、日本、墨西哥、直布罗陀以及东道主德国、西班牙的好朋友以及上届冠军意大利、荷兰以及巴西都纷纷支持西班牙以及祝福球队甚至还对该球队感到自豪感，但是队长莫拉塔喊出一句不良和政治形态的加油歌：“直布罗陀是西班牙的土地。（Gibratar es español）"，对直布罗陀队以及直布罗陀足总的不满而投诉。
英国方面虽然没有任何庆祝，但是英格兰队球员包括(	西甲最佳年轻球员祖德·贝林厄姆，德甲射手王及队长哈利·凯恩，英超MVP菲尔·福登)等五大联赛效力的英格兰球员，抵达伦敦的机场迎接拍手以及庆祝,除了西班牙外很多全世界的人都很欣赏英格兰队的坚毅以及坚持不懈的精神，被人骂还能作为夺冠热门以决赛或冠军拼到底永不放弃的精神， 加雷斯·索斯盖特缺乏执教经验但是能够把足球原产国从冠军荒带到最高度，此届欧洲杯之前曾经两次带领球队打入两届足球国家队的大型体育赛事四强（世界杯和欧国联），两次欧洲杯决赛，一次世界杯八强。

## 備註
1. ↑  每隊只會給予三次進行換人調動機會，若進入加時賽則允許第四次機會。當中半場時、加時賽展開前、與及加時賽半場時作出的換人調動不會被計算。

## 外部連結
- 官方网站